# Baldomero Fernández Ladreda
No confundir con José María Fernández Ladreda
Baldomero Fernández Ladreda (Soto de Ribera, 18 de julio de 1906 - Oviedo, 15 de noviembre de 1947) fue un sindicalista, militar y guerrillero español.

## Biografía
Inicia su actividad política afiliándose a la UGT mientras trabajaba en la cementera de Tudela Veguín. En 1934 participa en la revolución obrera encabezando el grupo obrero que asaltó la fábrica de explosivos situada en La Manjoya. Tras la finalización de la revuelta ingresa en prisión afiliándose al Partido Comunista de España.
Tras el estallido de la guerra civil se unió a la lucha, al frente de un grupo de milicianos que actuó el cerco de Oviedo. Fundó el batallón «Ladreda», que mandó durante algún tiempo. Avanzada la contienda llegaría a mandar la 8.ª Brigada asturiana —posteriormente 179.ª Brigada Mixta—, combatiendo en el País Vasco, Santander y Asturias. Al final de la guerra pasó a la clandestinidad, refugiándose en los montes de Asturias. Llegó a organizar su propia partida guerrillera.
En la clandestinidad —donde se le conoció por el apodo de «Ferla»— se uniría a la Unión Nacional Española (UNE). Fernández Ladreda se convertiría en una de las principales figuras de la resistencia antifranquista en Asturias. El 15 de agosto de 1943 fundó, con Arístides Llaneza y Manuel Fernández Peón, el Comité de Milicias Antifascistas (CMA). En 1945, tras la desaparición del UNE, se reconstituyó el partido comunista, siendo nombrado Ladreda líder para Asturias del partido. Transcurrido el tiempo, llegó a oponerse decididamente a la política oficial del PCE de relanzar la actividad guerrillera, así como las actividades de sabotaje. Ello le llevaría a acabar enfrentándose con la dirección del partido en el exilio, que también era muy crítica con su línea de actuación en Asturias. Acabaría siendo expulsado del partido, en 1946.
En septiembre de 1947 es detenido, siendo juzgado y condenado a muerte, siendo ejecutado en el garrote vil el 15 de noviembre de 1947 en la cárcel de Oviedo. Sería enterrado en el cementerio civil de Oviedo, de donde posteriormente serían  sacados sus restos y llevados al Cementerio de Soto de Ribera.